# 서울로 7017

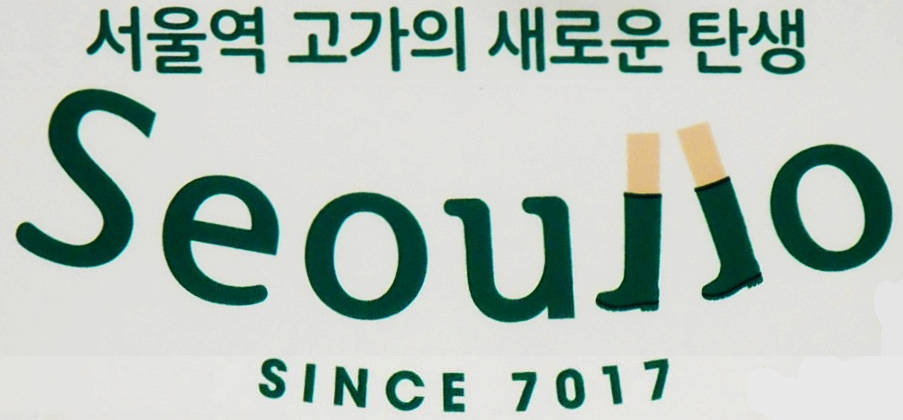
Seoullo since 7017

서울로 7017은 '1970년 만들어진 고가도로가 2017년 17개의 사람이 다닌 길로 다시 태어난다'는 뜻에서 명명된 서울역고가도로의 도시 재생 공원화 사업명이다. 서울시는 서울역고가를 공원화해 2017년 5월 20일에 개장했고, 인근 보행로와 고가를 잇는 구조물을 추가 설치해 최종적으로 총 17개의 보행로와 연결할 계획이다.

## 기본 사항
- 설계 : 위니 마스(영어판)
- 시공 : 홍익산업개발

## 역사
서울역고가도로는 2012년의 정밀안전진단에서 예상한 수명이 2015년 말에 다하여 붕괴 등 심각한 사고의 우려가 적지 않기 때문에 2015년 12월 이후엔 사륜자동차의 통행을 금지해야 하는 상태에 있었다. 박원순 시장은 이 도로를 철거하지 않고, 오직 보행자만이 다닐 수 있는 보행 전용길로 개조하는 공원화 계획을 내놓았다. 고가 화물 노선을 공원으로 재탄생시킨 미국 뉴욕의 하이 라인을 벤치마킹했다.
2015년 12월 13일에 고가도로가 폐쇄된 후 공사가 시작됐다. 2016년 5월에 착공해 2017년 4월 완공 이후 같은 해 5월 20일에 개장했다.

## 명칭 유래
시에 따르면 '서울로'는 '서울을 대표한 사람길'과 '서울로 향한 길'이라는 중의적 의미를 담았다. '7017'은 서울역 고가가 처음 태어난 1970년과 보행길로 거듭날 2017년을 함께 나타낸다. 특히 로고는 웃는 얼굴을 떠올리게 하는 곡선형으로 만들어 친근감을 높였다. 길을 나타낸 '로'의 영어표기를 'r' 대신 'l'로 사용해, 두 개의 소문자 'l'을 걷는 모습으로 표현했다. 시는 "차량길이 사람길로 변한 모습을 직관적으로 보여주고자 했다"며 "'seoullo' 아래엔 'since 7017'을 넣어 1970년과 2017년 '두 번의 의미 있는 탄생'을 표시했다"고 설명했다. 로고의 색상은 초록색으로, 식재 화분 645개가 채울 보행길을 상징토록 했다.

## 서울역 고가도로 탄생
1925년 경성역이 중공된 후 서울역과 철도는 회현동과 중림동, 청파동 지역을 서로 가로막는 벽처럼 돼있었다. 1970년 산업 근대화의 상징물로써 서울역 고가도로가 지어지기 시작해 1970년 3월 퇴계로에서 동자동 구간의 서울역 고가도로가 탄생하게 됐다. 이후 서울역 고가도로는 서울역에서 처음 대면한 서울역의 얼굴이자, 상징적 구조물로 자리잡게 됐다.

## 서울로 7017의 재탄생
- 2006년 ~2009년 서울역 고가도로 철거 결정
- 2014.01~02 교량안전성 문제제기
- 2014.03~12 고가차도 활용방안 검토
- 2014.05~2015.08 시민참여 타탕성 검토
- 2015.01~2015.05 <서울역 7017 프로젝트> 발표
- 2015.12.13~2016.06 건축공사 착수
- 2017.05.20 시민개방[5]

## 논란

### 공원화 반대
고가도로의 공원화에 대해서는 반대하는 이해관계인이나 전문가들이 있어 논란이 벌어졌다. 남대문시장과 만리동 봉제공장의 상공인들은 고가도로 폐쇄와 대체도로 신설이 생존권과 직결된 문제이기 때문에 ‘서울역고가도로의 대체도로 건설이 먼저 확실히 정해진 후에 공원화 사업을 진행해야 한다’는 입장을 견지하였다. 박원순 시장은 자기의 '임기 말(2018년 6월)까지 대체도로를 완공하겠다'고 말했으나, 이에 관해 부지의 소유주인 한국철도공사는 ‘(기존 고가를 철거하지 않고) 추가로 북쪽에 대체고가도로를 설치하면 서울역의 경관과 가치를 해치고 부지 단절로 북부 역세권 개발계획의 공간활용을 저해한다’며 반대하였다.
교통 전문가들도 대체교량이 기존 고가도로의 위치에 설치되어야 차량통행의 흐름과 진출입시설 설치가 가장 효율적이라는 점을 지적하고, 기존 고가를 유지하면서 그 북쪽에 또 다른 대체교량을 설치하는 것에 대해 문제를 제기하였다. 이들은 퇴계로부터 서울역사거리까지의 기존 고가를 철거하지 않고 그대로 두면서 서울역 앞 교차로와 만리재로 사이에 대체교량을 설치하는 것은 심각한 교통정체를 불러 매우 비효율적이라고 주장하였다.

### 슈즈트리
서울로 7017의 개장을 기념하여 한시적으로 달린 설치예술 '슈즈트리(Shoes Tree)'에 대한 논란이 있었다. 슈즈트리는 헌 신 3만여 켤레를 길이 100m·높이 17m로 이어붙인 작품으로, 2017년 5월 20일 전면 개방된 서울역 고가도로 위쪽에서부터 구 서울역사 앞까지 흘러나오는 모습으로 설치됐다. 그러나 고가 위·아래에서 슈즈트리를 바라보던 시민 상당수는 헌 신을 소재로 한 슈즈트리가 흉물스럽다는 반응을 보였다. 다수의 시민들은 인터뷰에서 흉측하다, 을씨년스럽다, 우중충하다, 냄새가 난다 등의 부정적 반응을 보였으며, 비가 올 경우 신발에 물이 고이는 경우에 대한 우려도 있었다. 반면 예쁘다는 목소리도 있었다. "중간중간 심어진 꽃과 어우러져 아름답더라", "얘기 듣던 것과 달리 실제로 보니 너무 예쁘게 돼 있다"는 반응을 보인 시민들도 있었다. 슈즈트리를 만든 황지해 작가는 "차도였던 서울역고가는 이제 사람이 발로 걷는 곳이 됐다"면서 "'걷는 세상'에 대한 이야기를 신발이라는 매개체를 통해 극대화하고 싶었다"고 밝혔다.
슈즈트리 제작에 들어간 예산 문제에 대한 지적도 있다. 제작에는 총 1억3000만원이 소모되었다. 이 중 뼈대를 만드는데 5100만원으로 가장 많이 들어갔으며 작업 안전펜스 설치에 2700만원이 투입됐다.

## 사건 및 사고
- 2017년 5월 30일 - 개장 열흘 만에 투신 사고가 발생했다.[11]
- 2017년 6월 12일 - 난간 유리가 깨지는 사고가 발생했다.[12]
- 2017년 7월 31일 - 바닥 80여 곳에 균열이 생겼다.[13]

## 갤러리

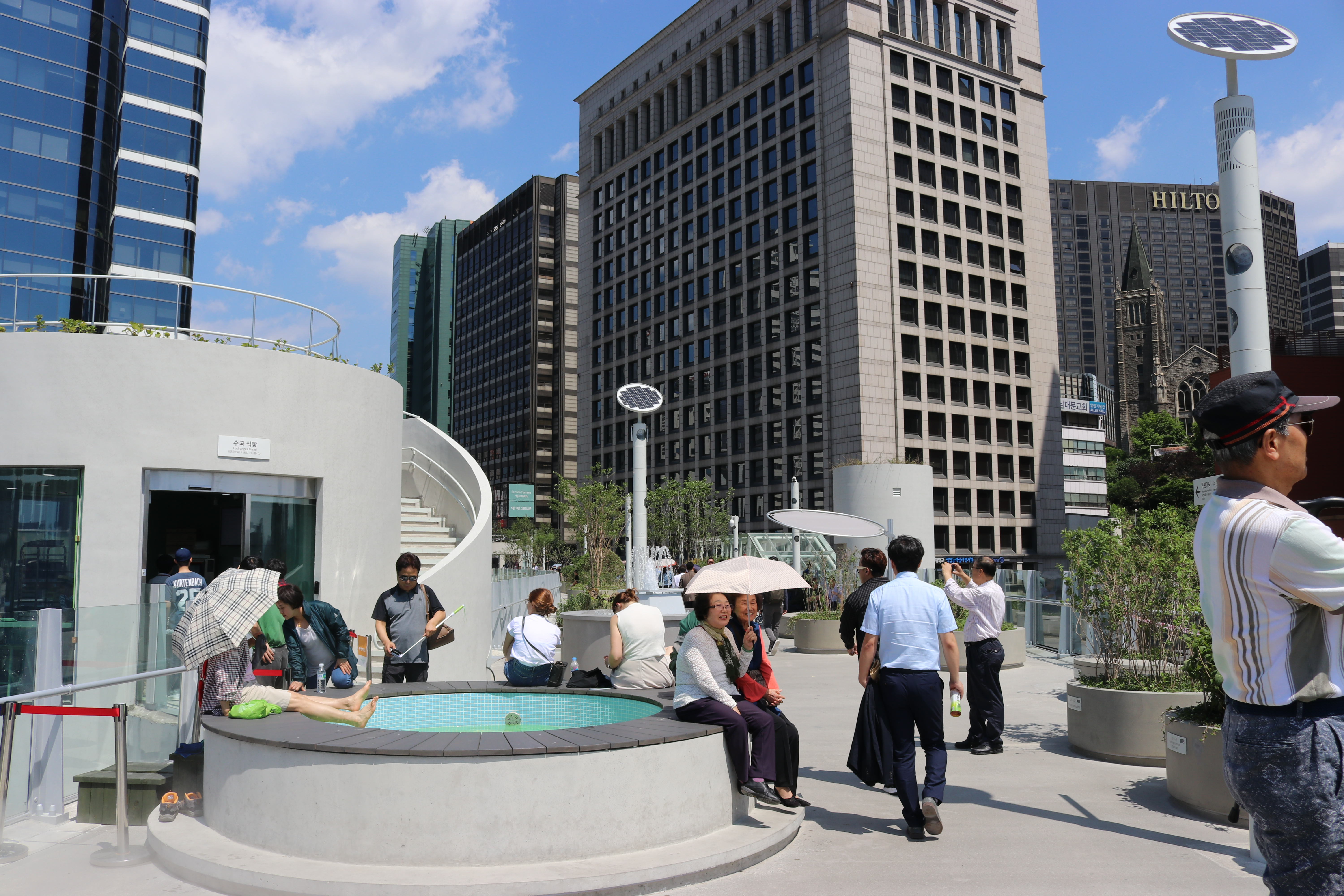
서울로 7017 풍경.
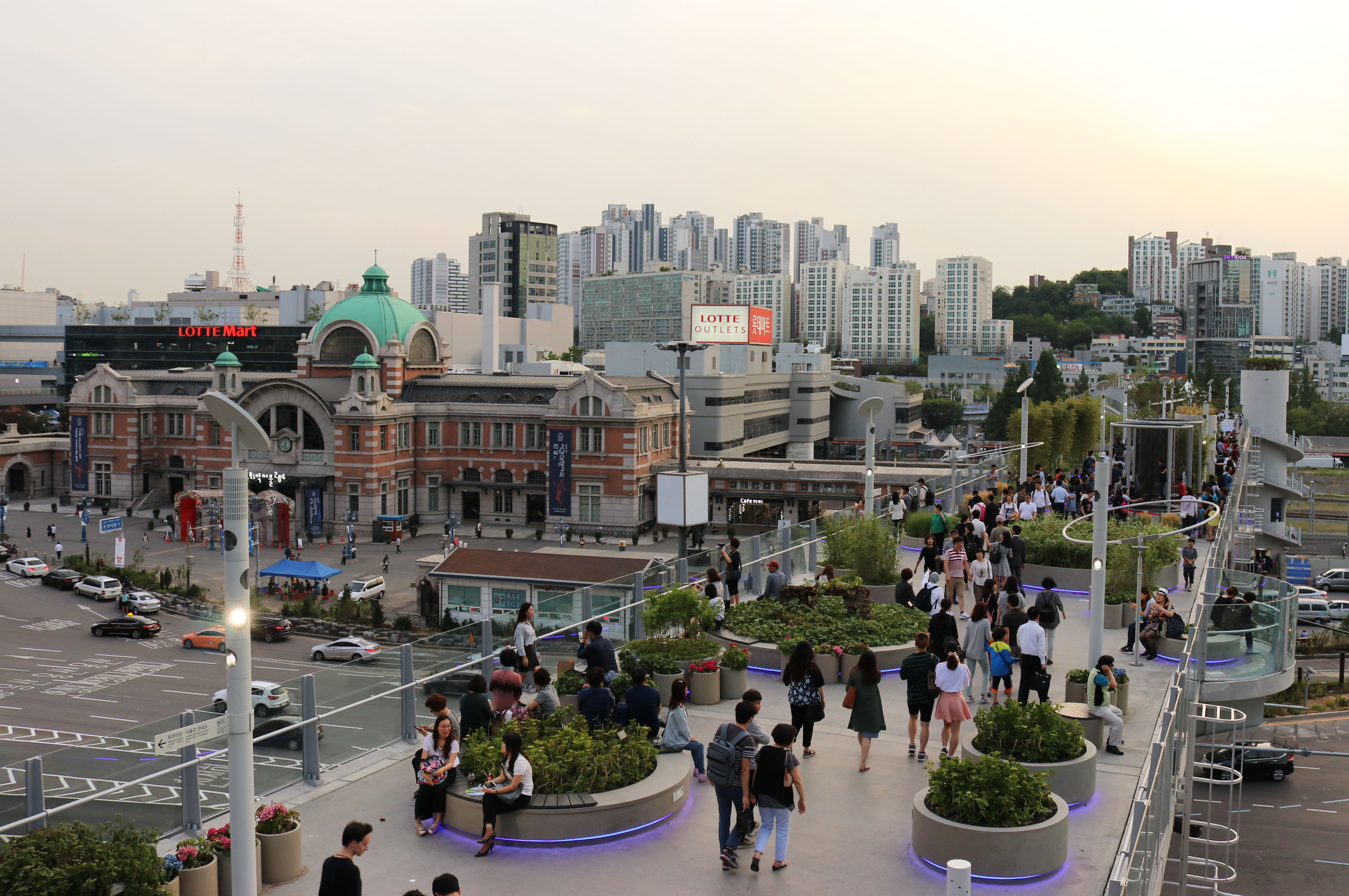
서울로 7017 풍경.
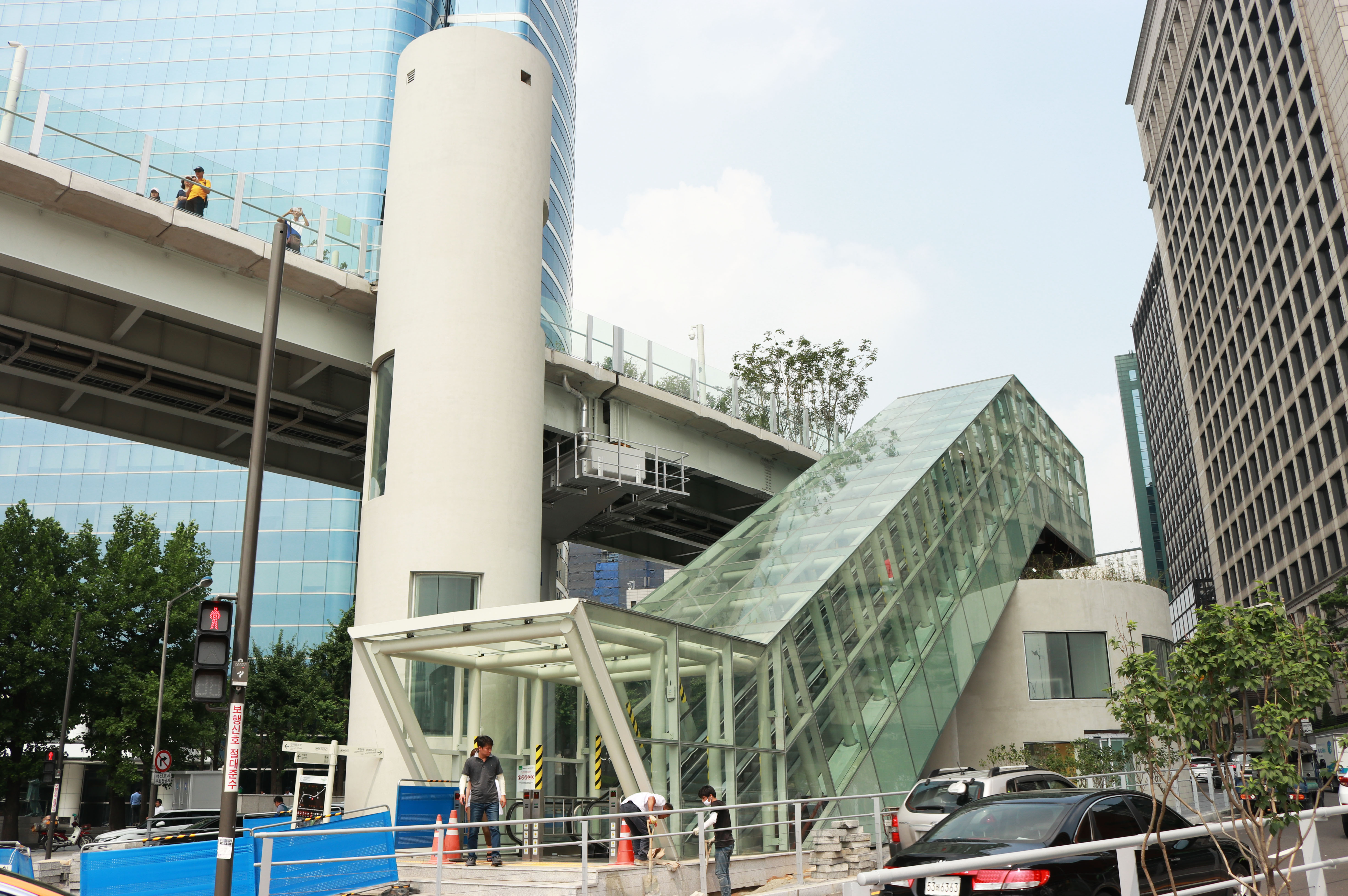
서울로 7017 풍경.
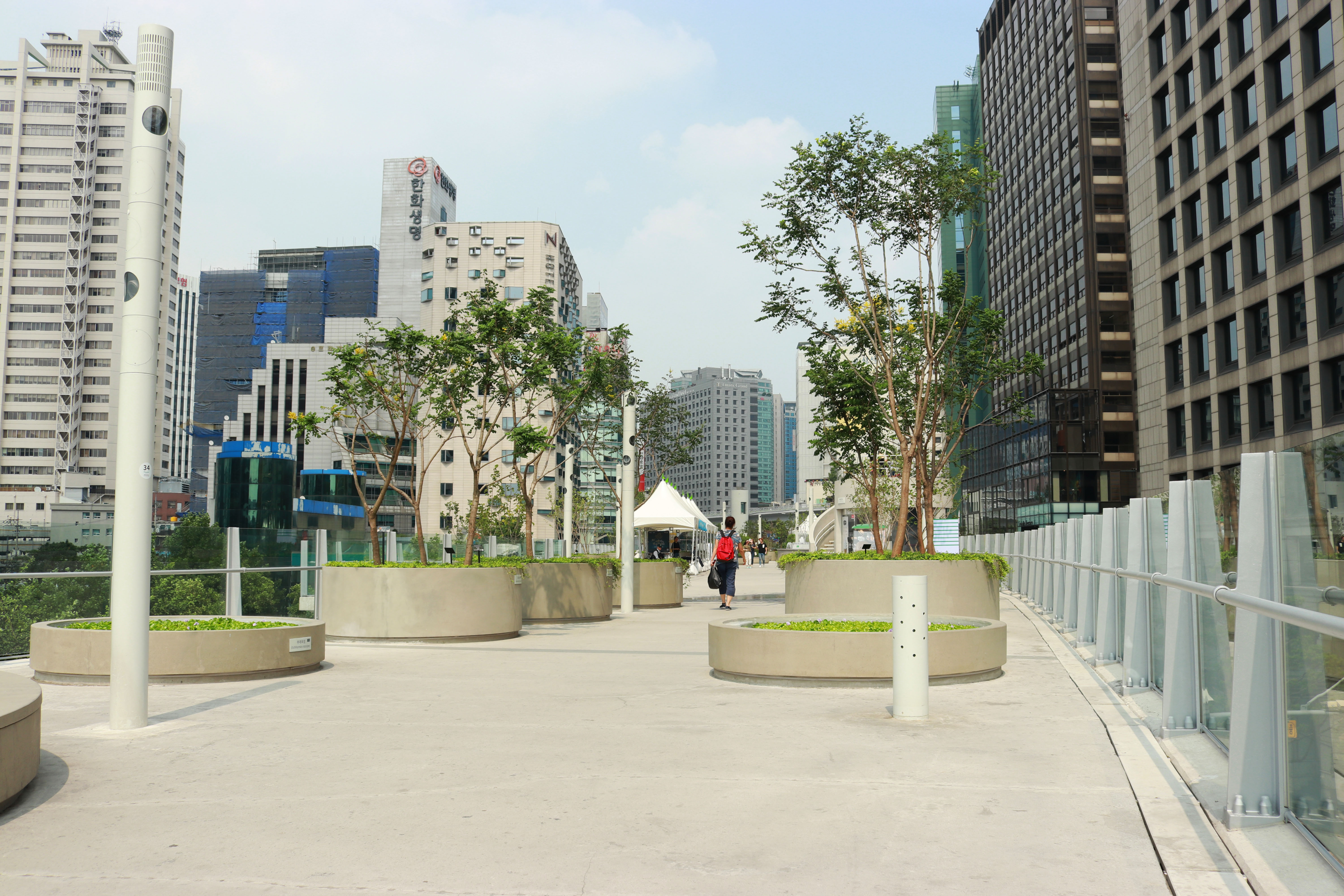
서울로 7017 풍경.
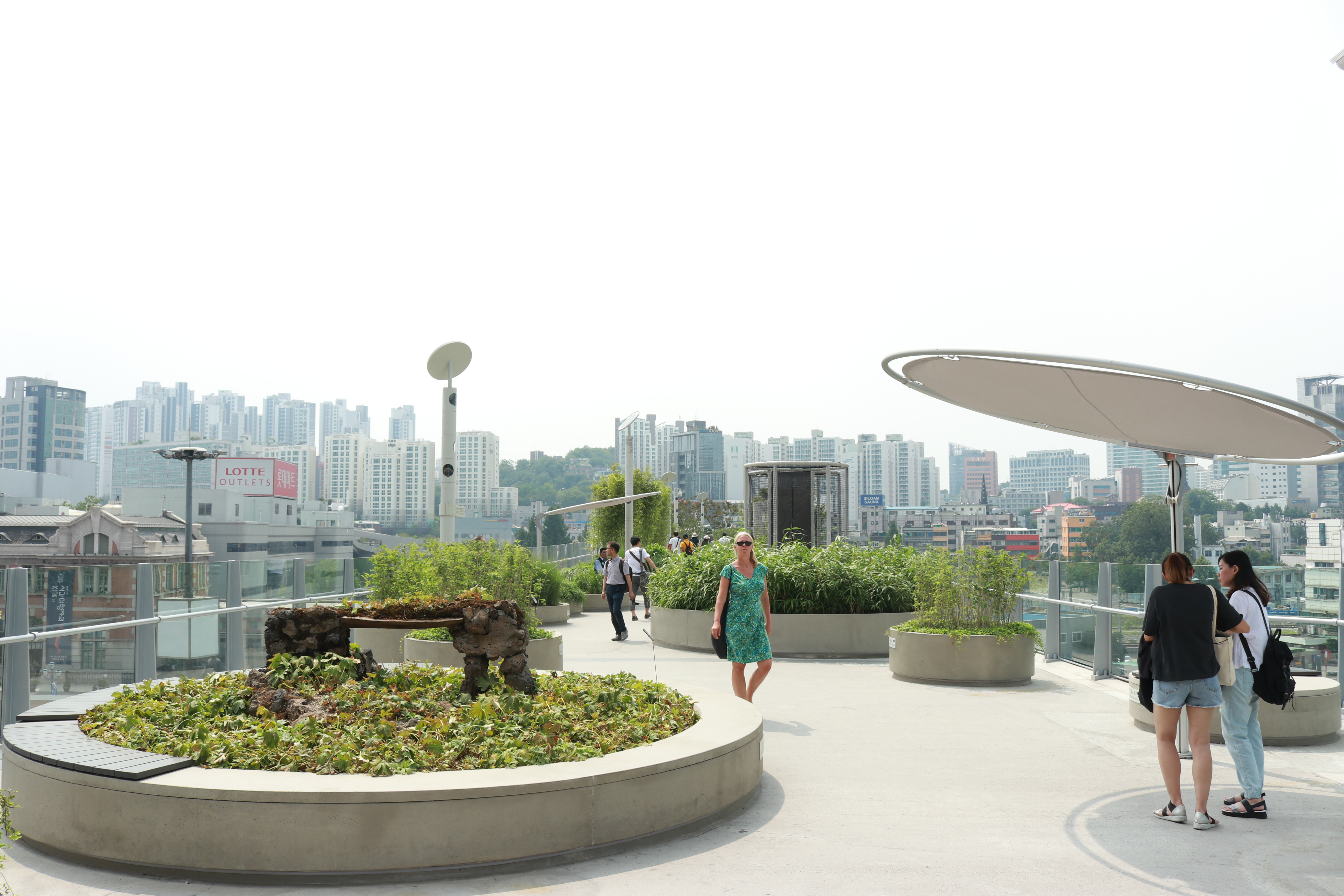
서울로 7017 풍경.
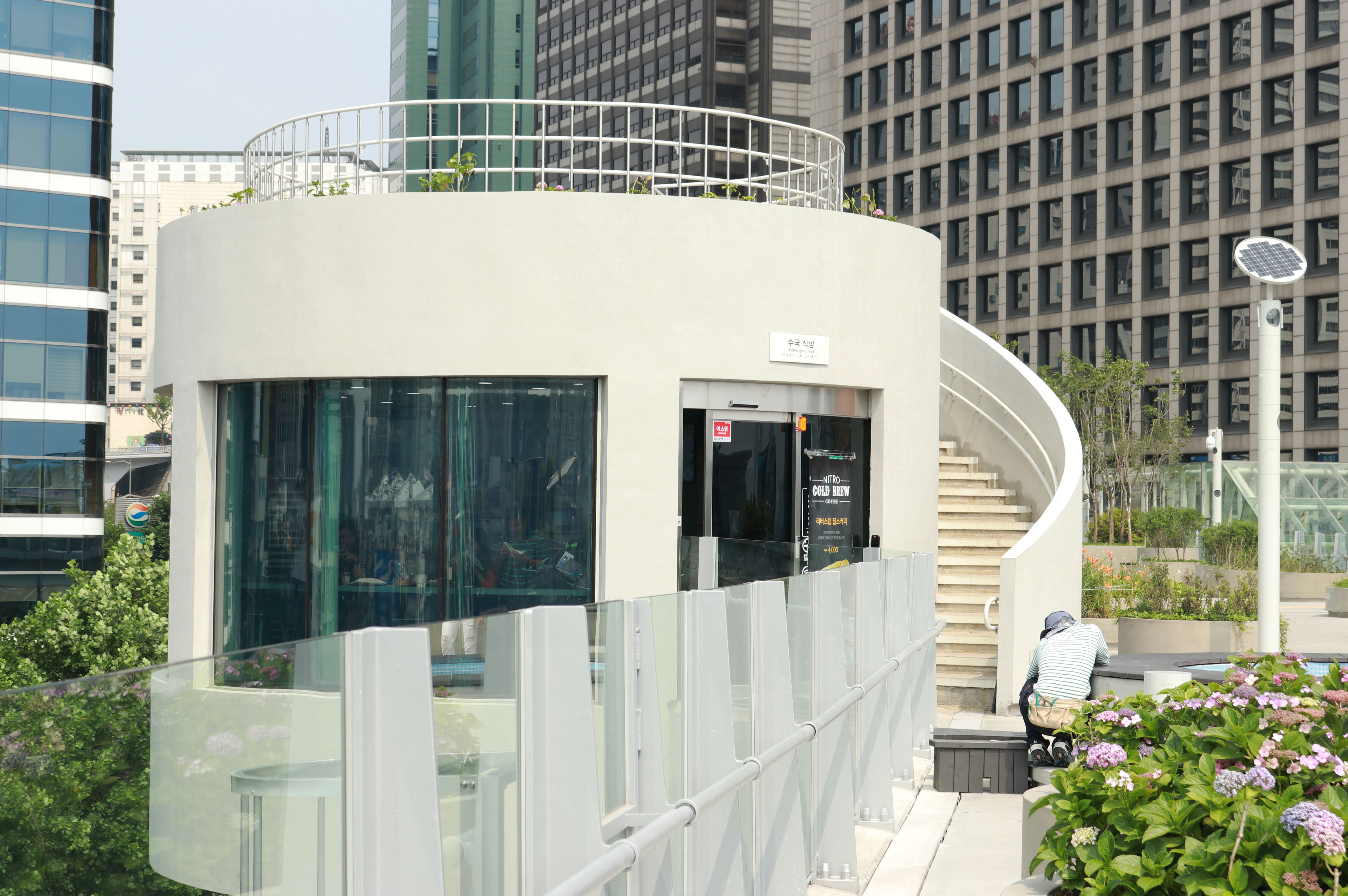
서울로 7017 풍경.
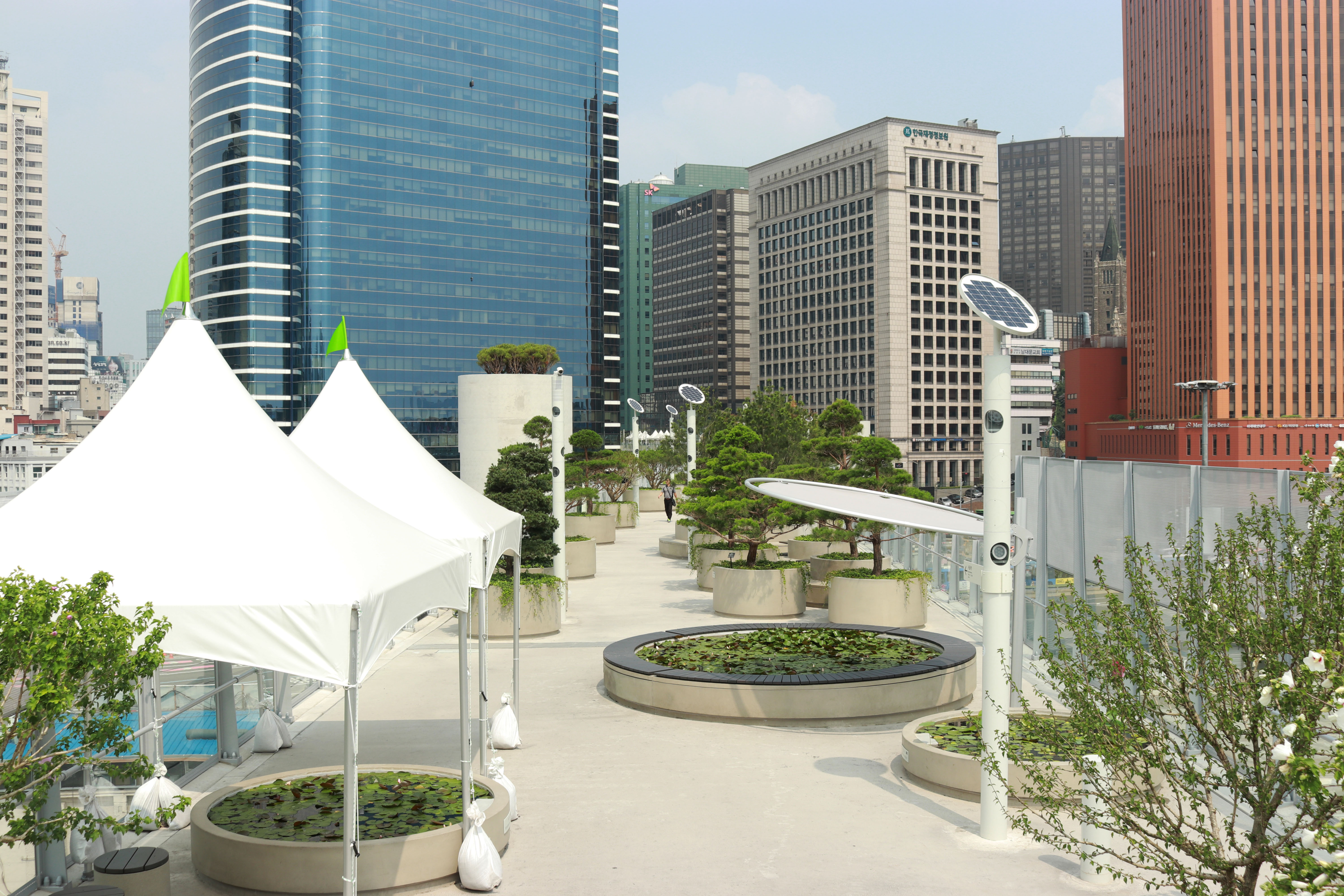
서울로 7017 풍경.
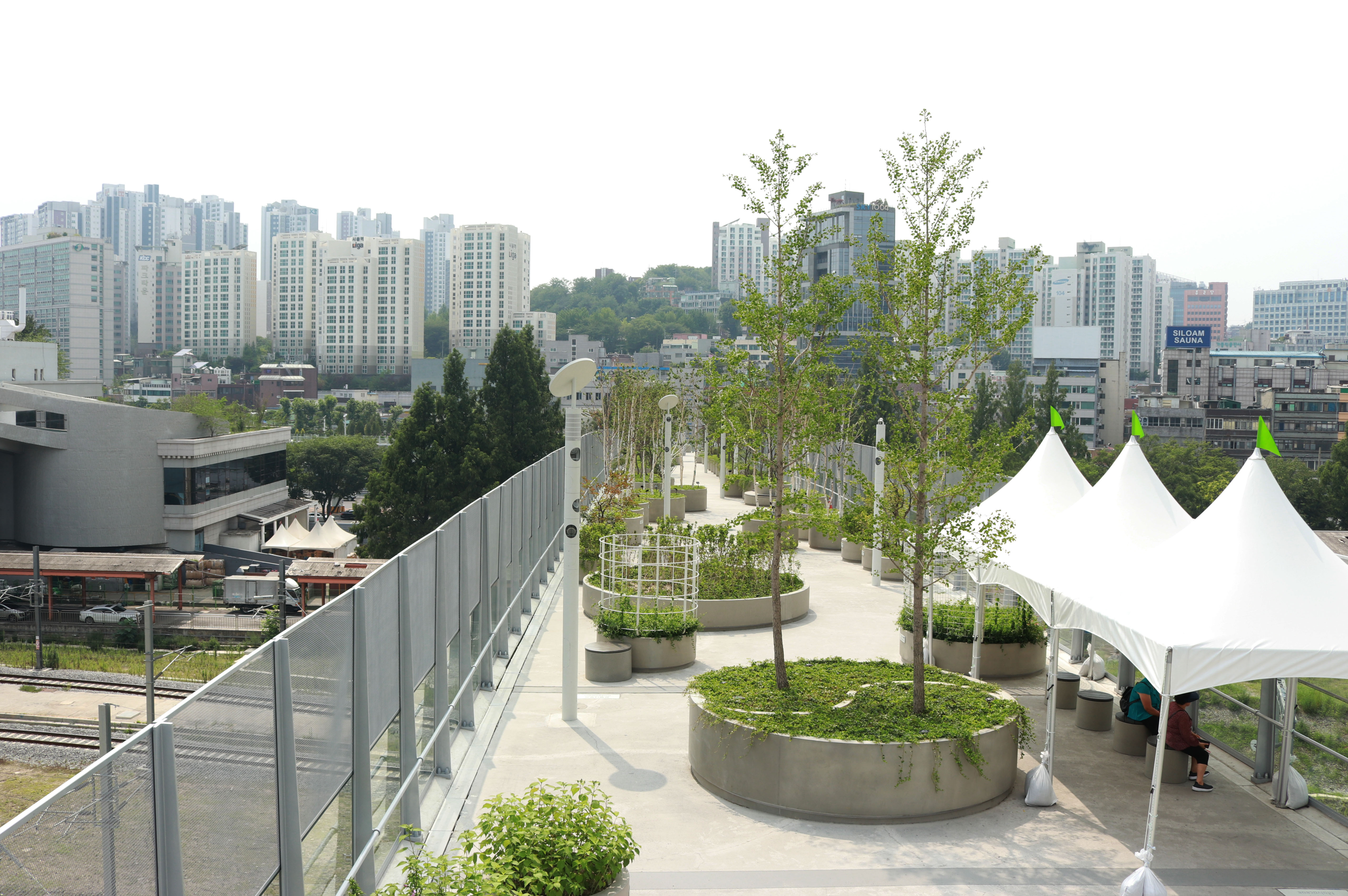
서울로 7017 풍경.
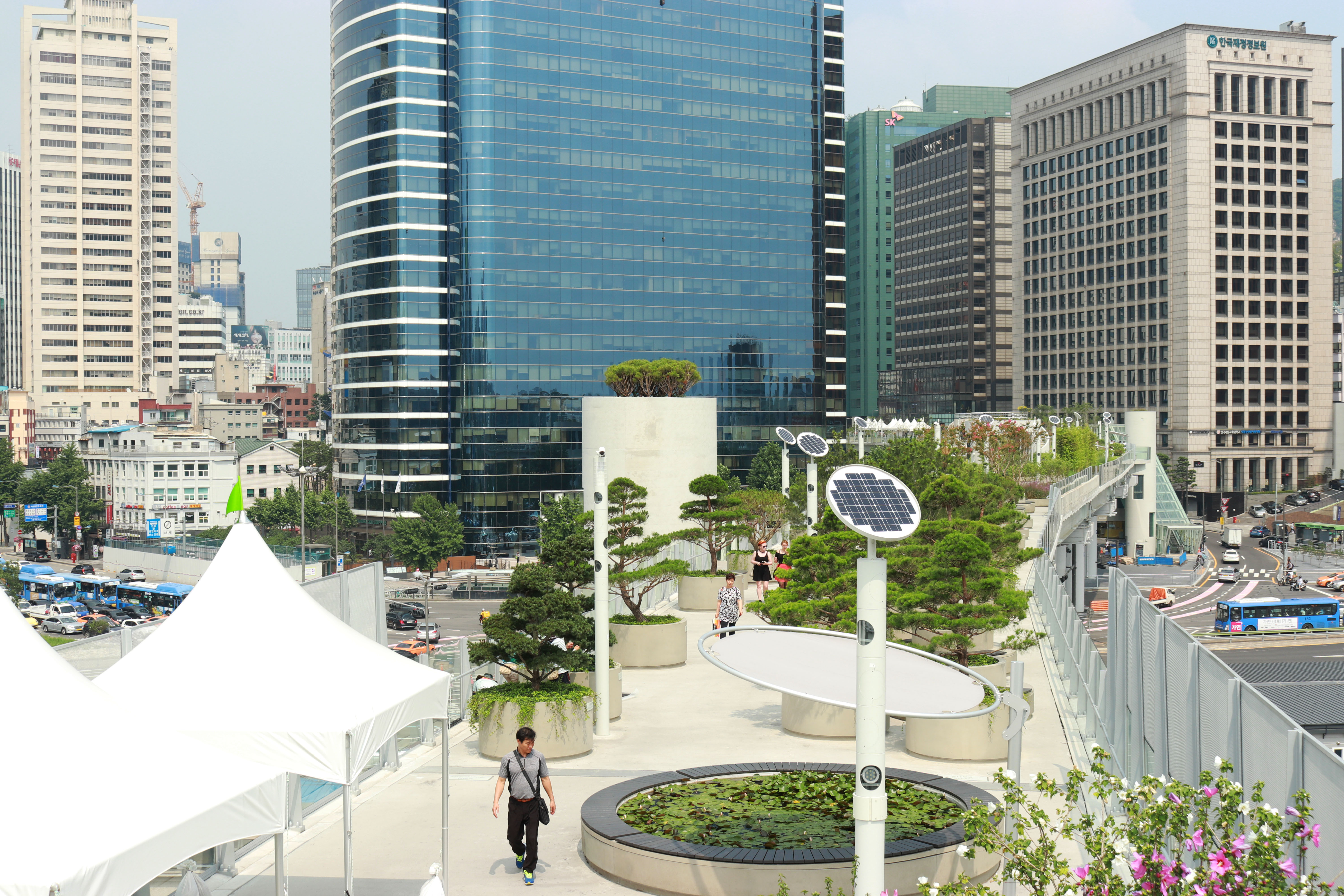
서울로 7017 풍경.
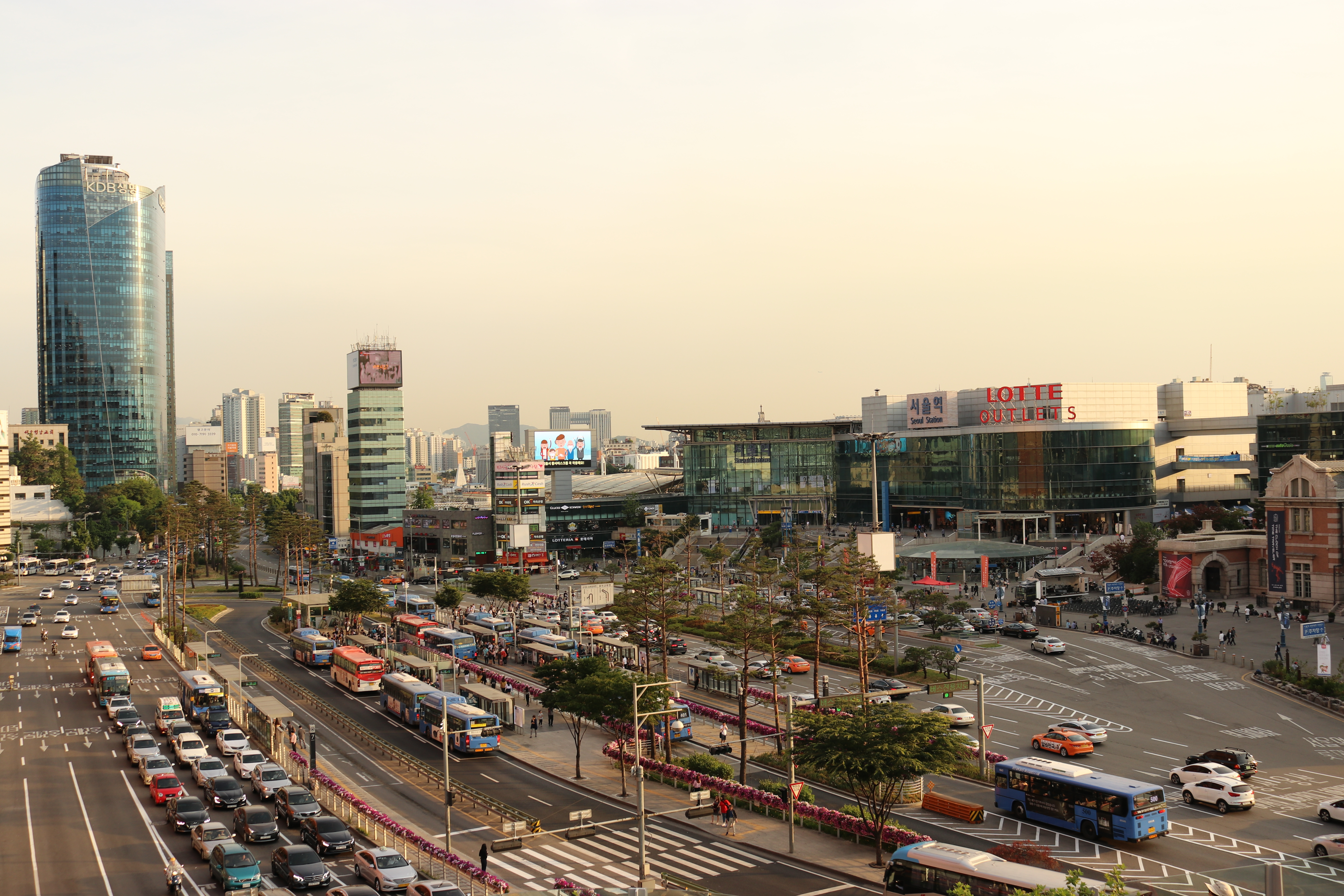
서울로 7017에서 바라본 서울역.
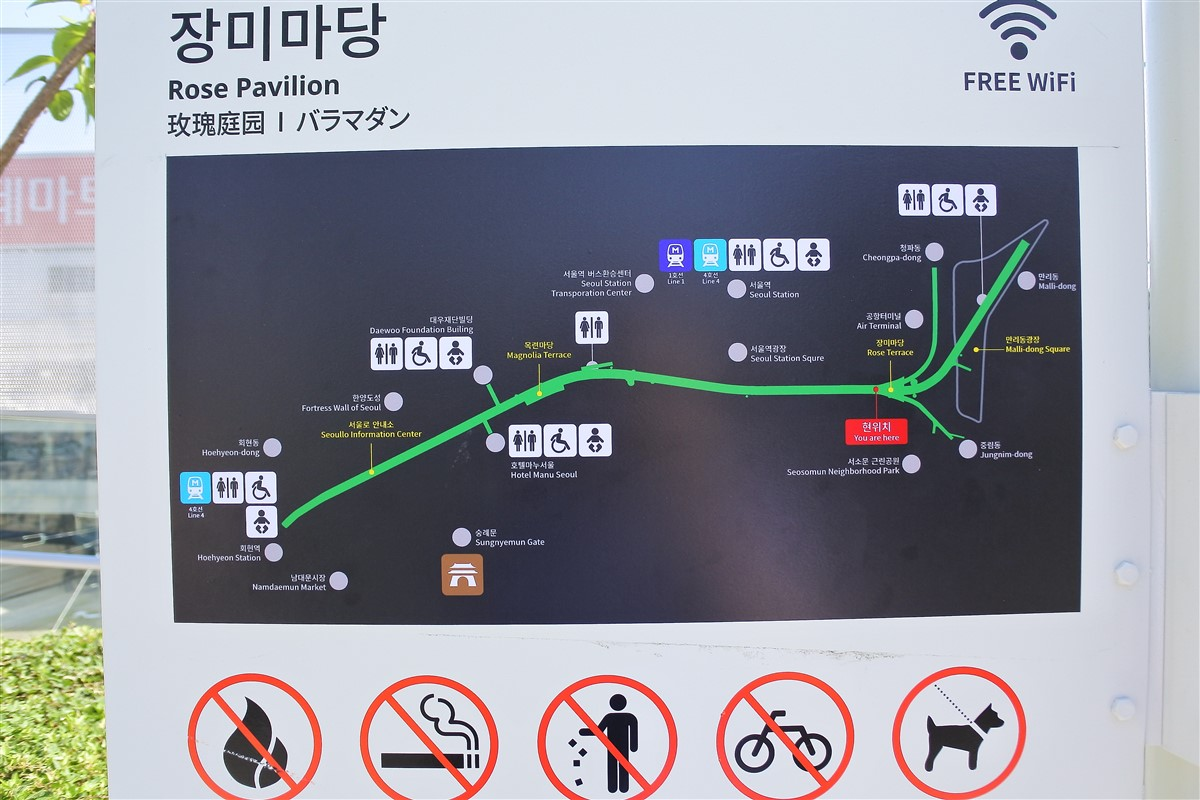
서울 7017 스카이 파크,지도 범례
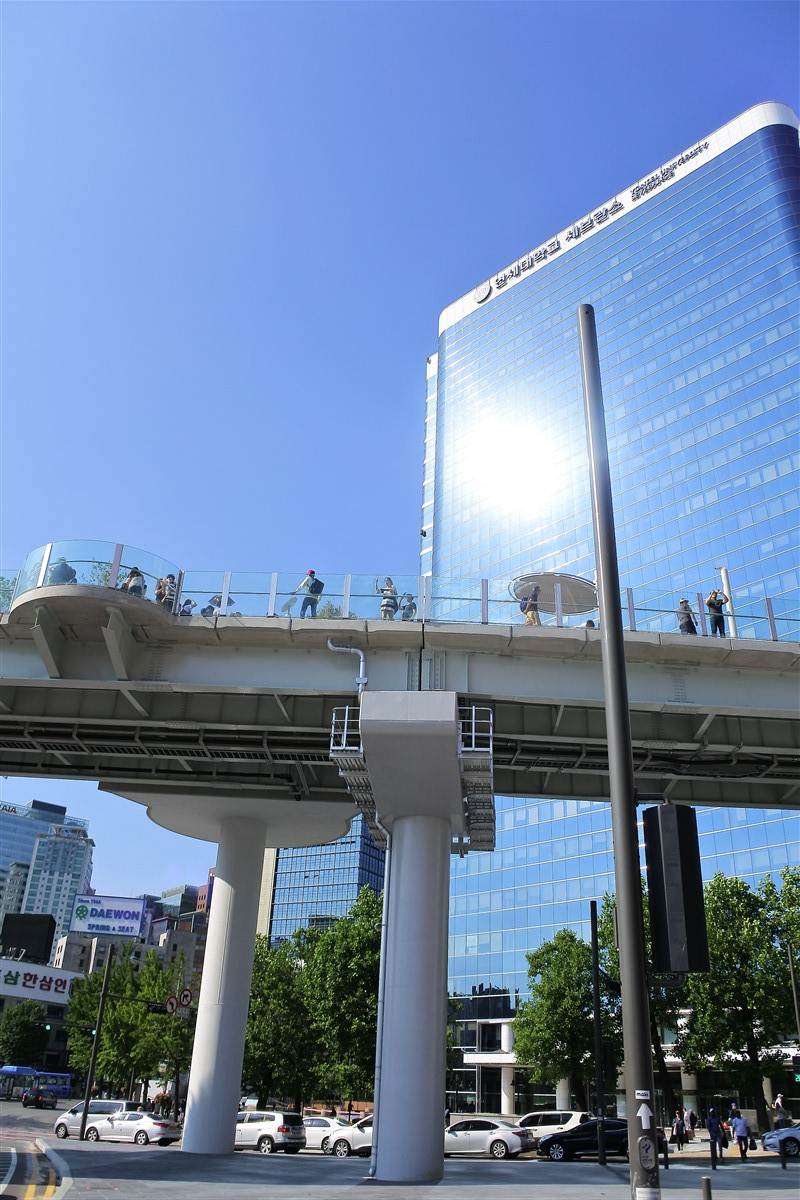
연세대학교 세브란스
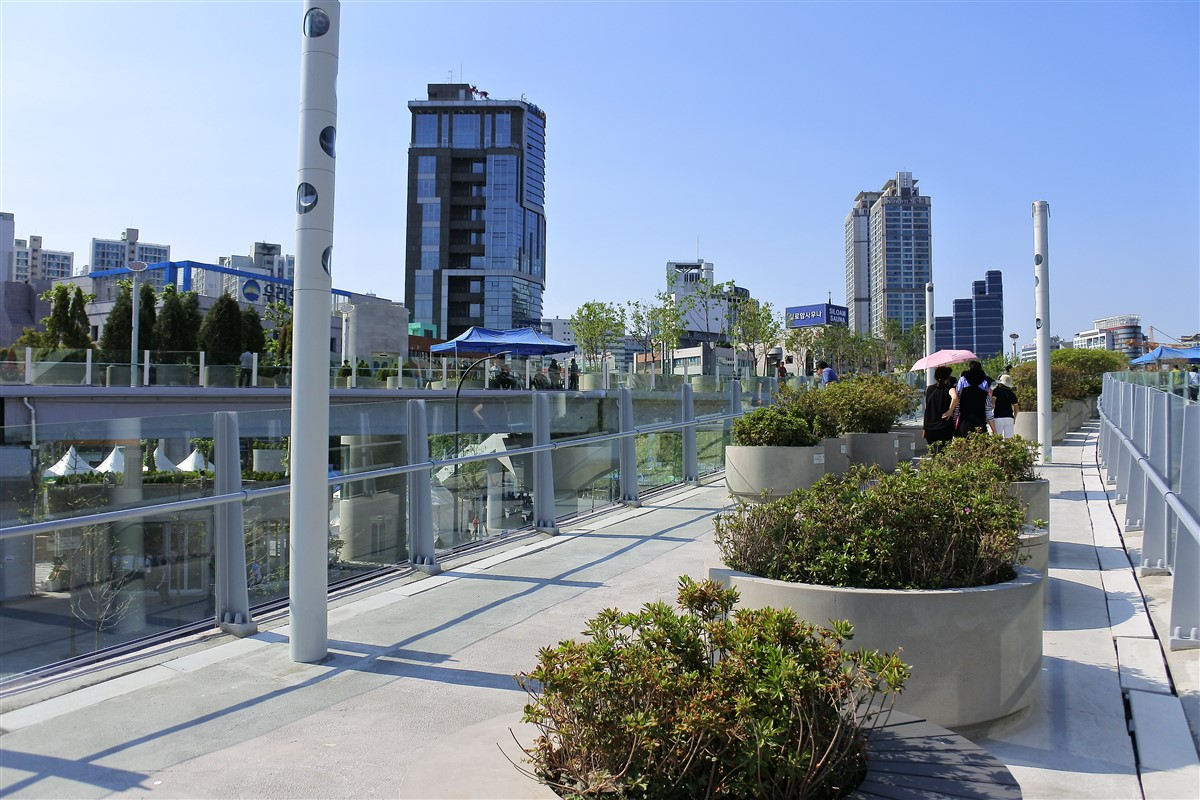
로즈 테라스 근처
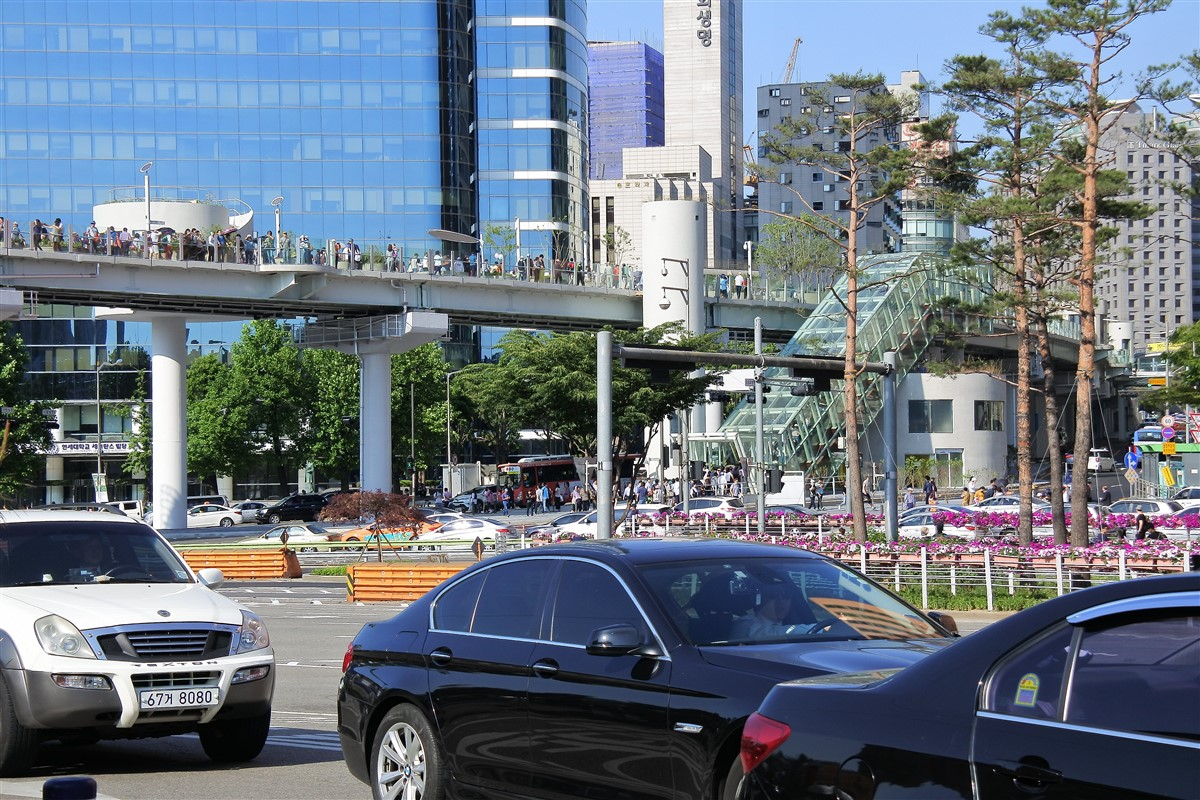
동측 출입구
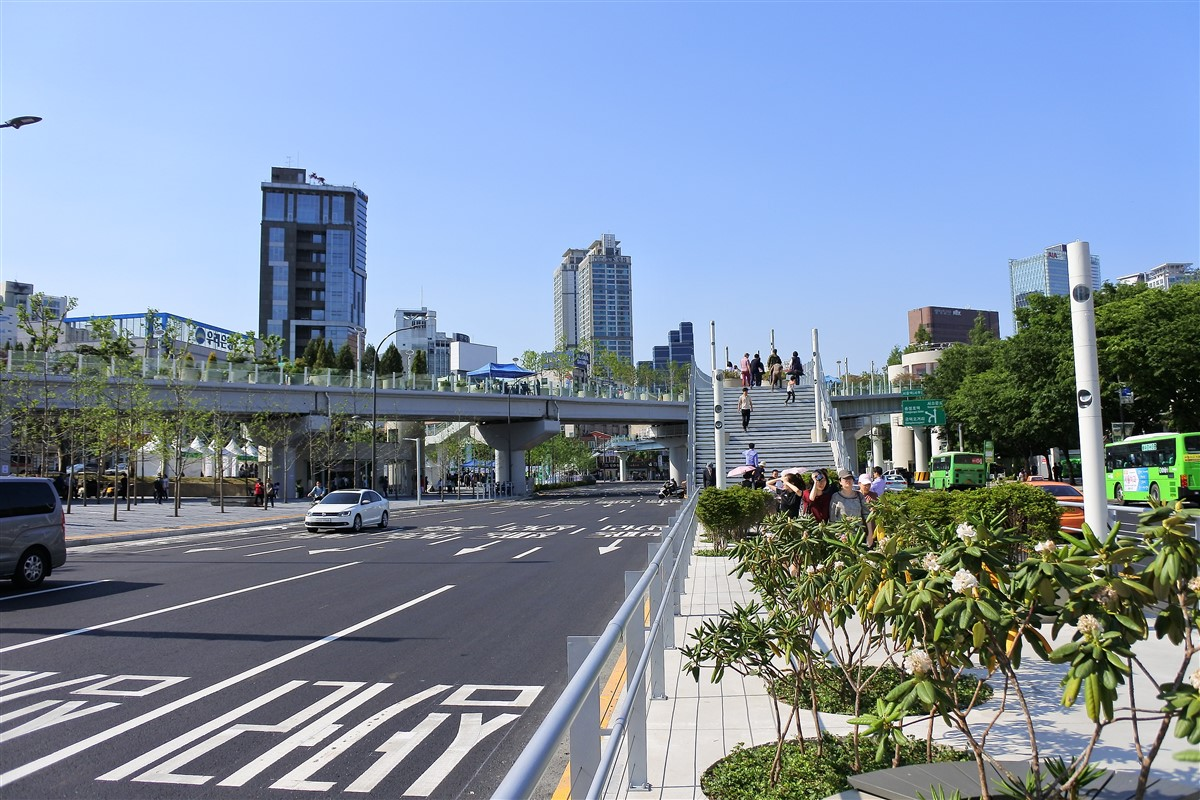
서측 출입구
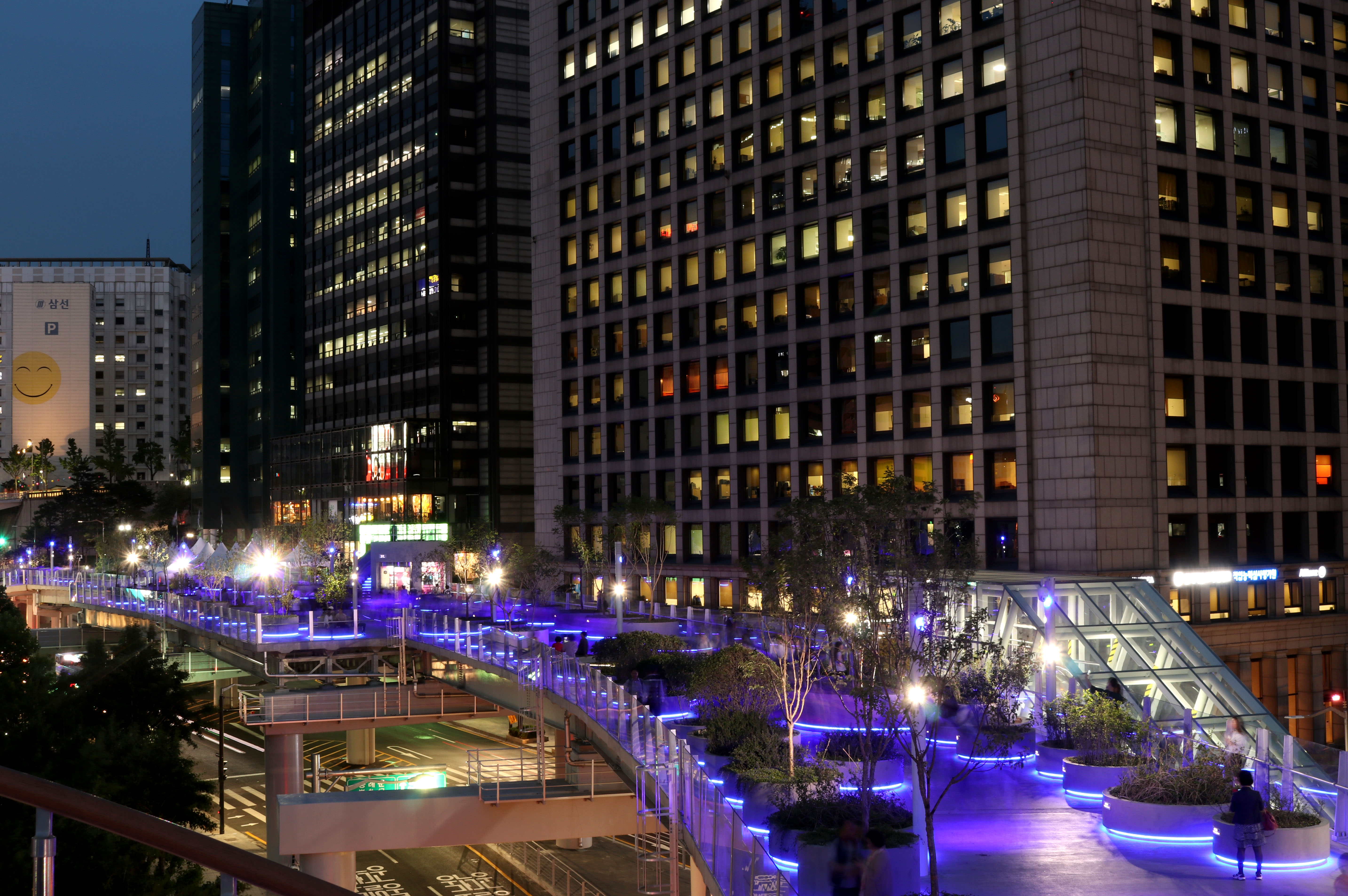
서울로 7017의 야경
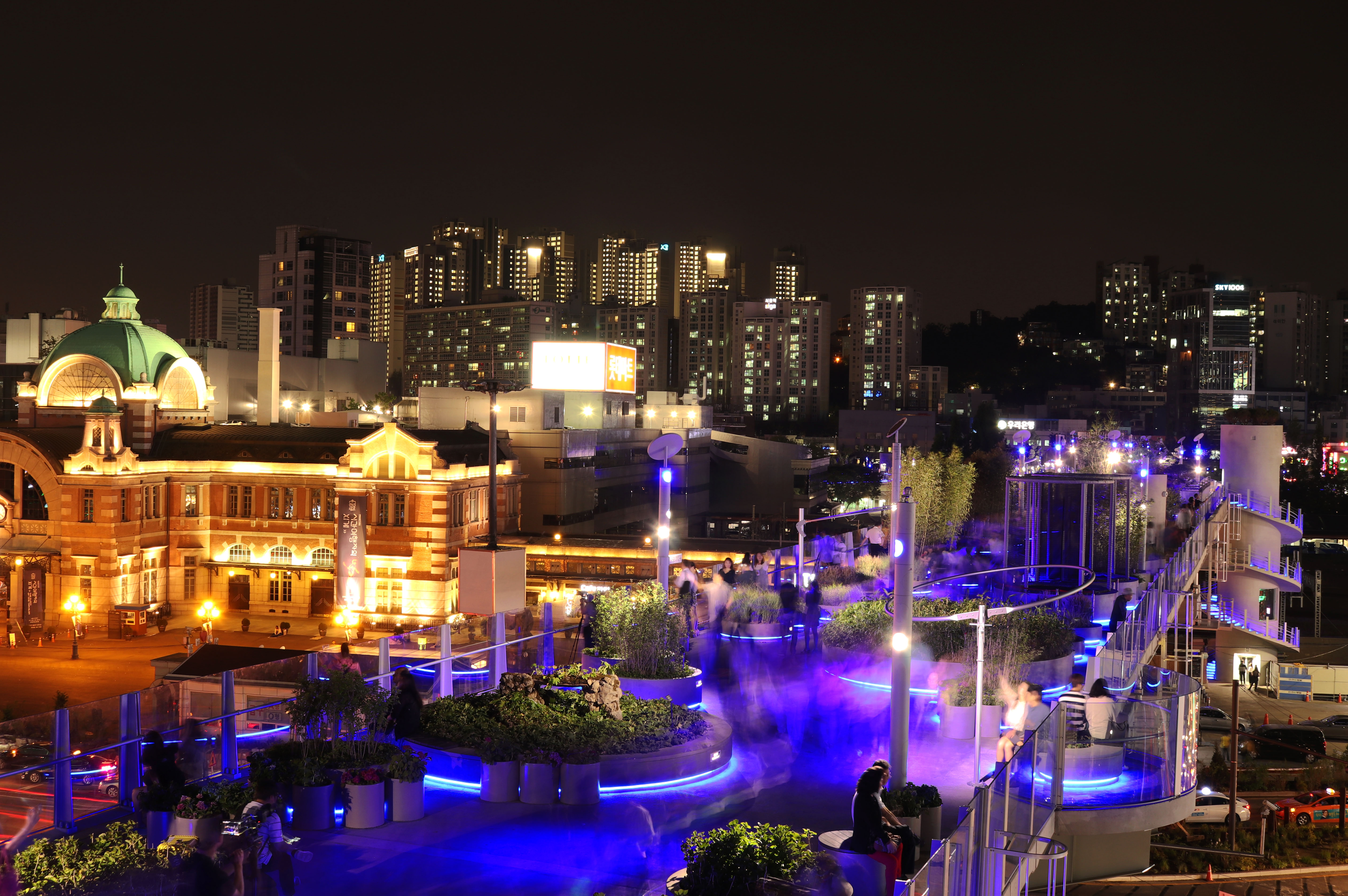
서울로 7017의 야경
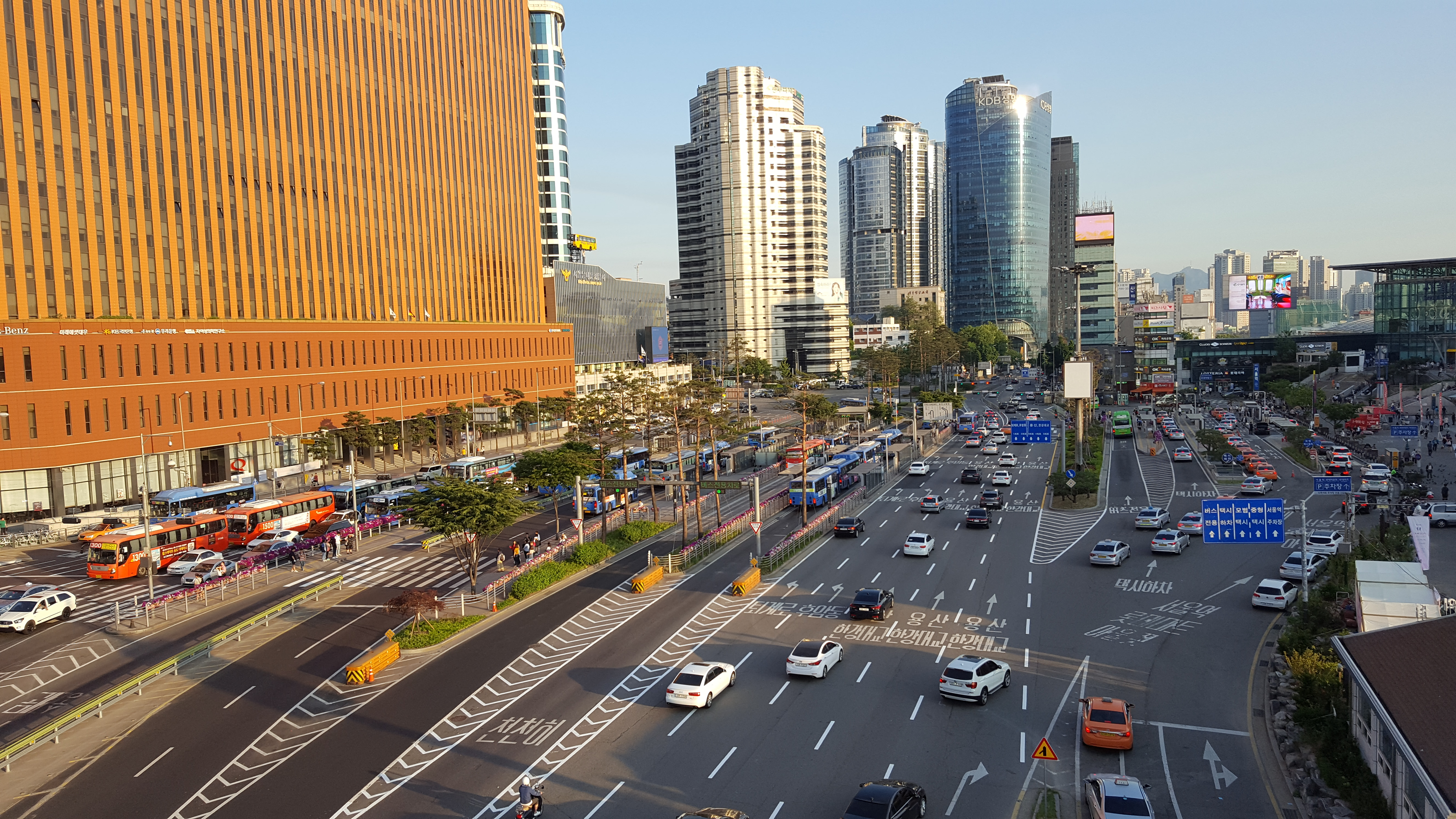
서울로 7017에서 촬영한 서울역과 한강대로
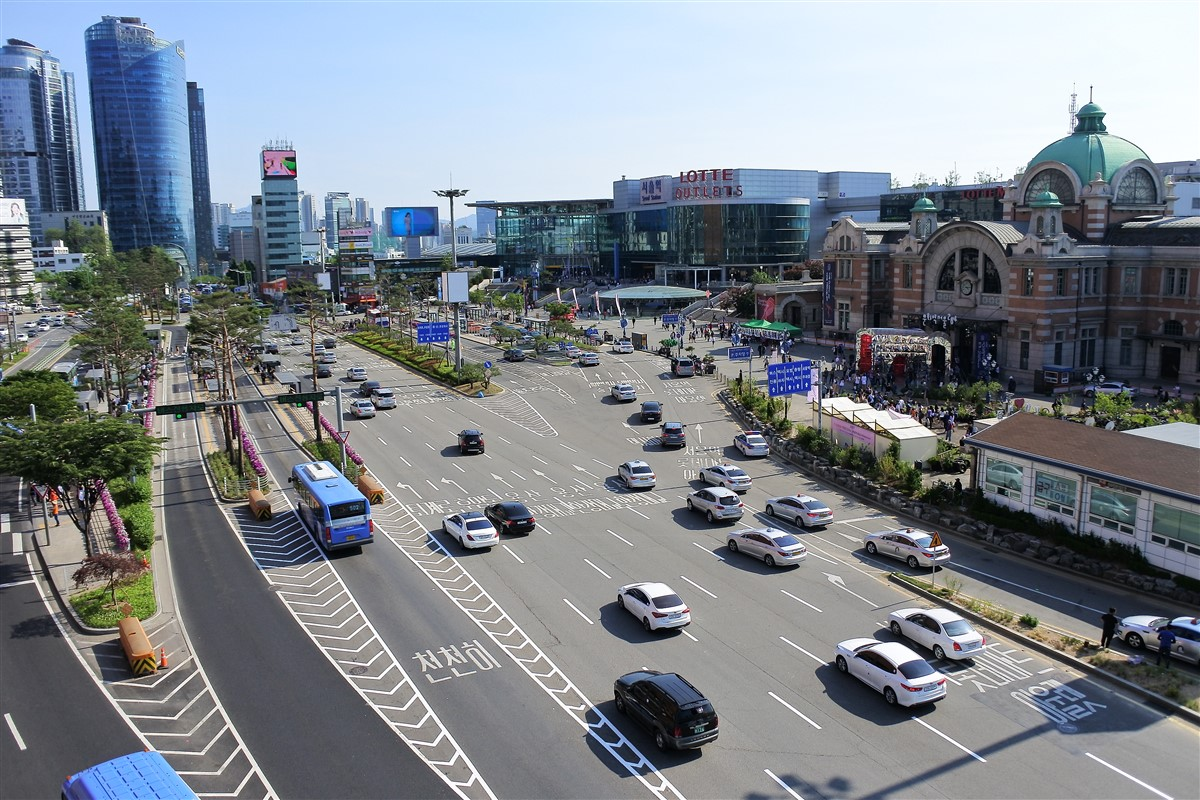
미리보는 서울로 7017의 스카이파크
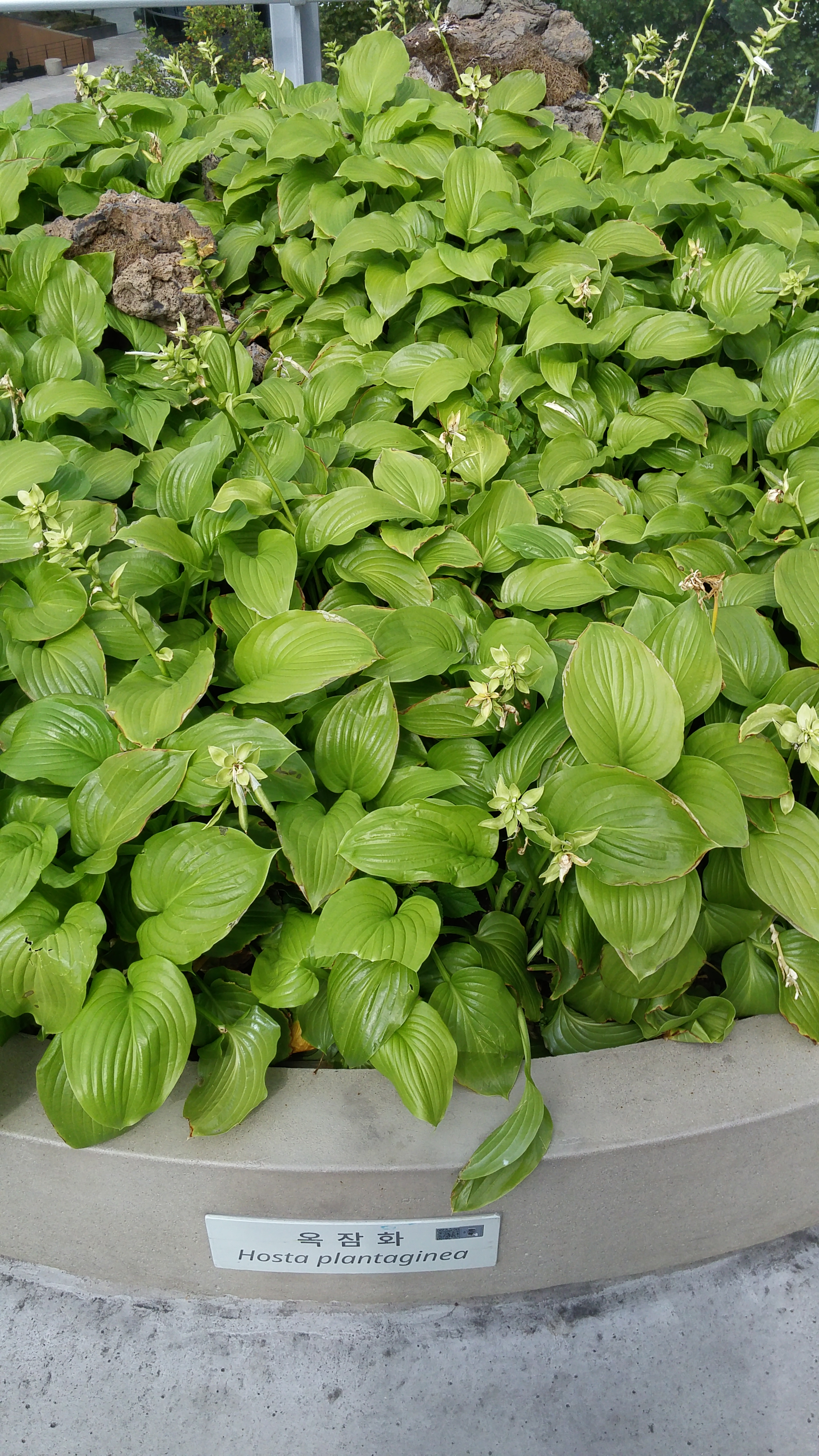
서울로 7017의 식물
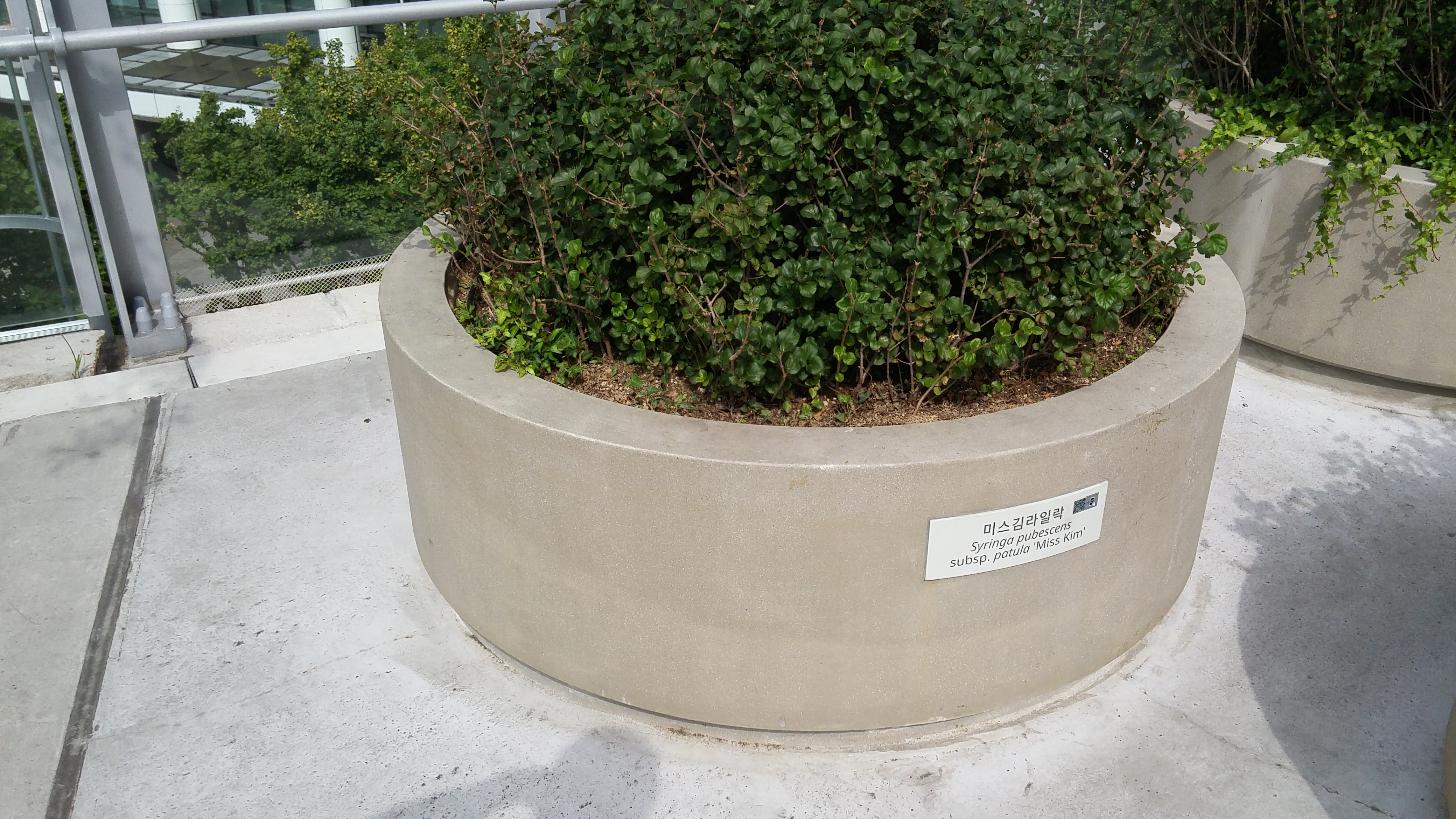
서울로 7017의 식물
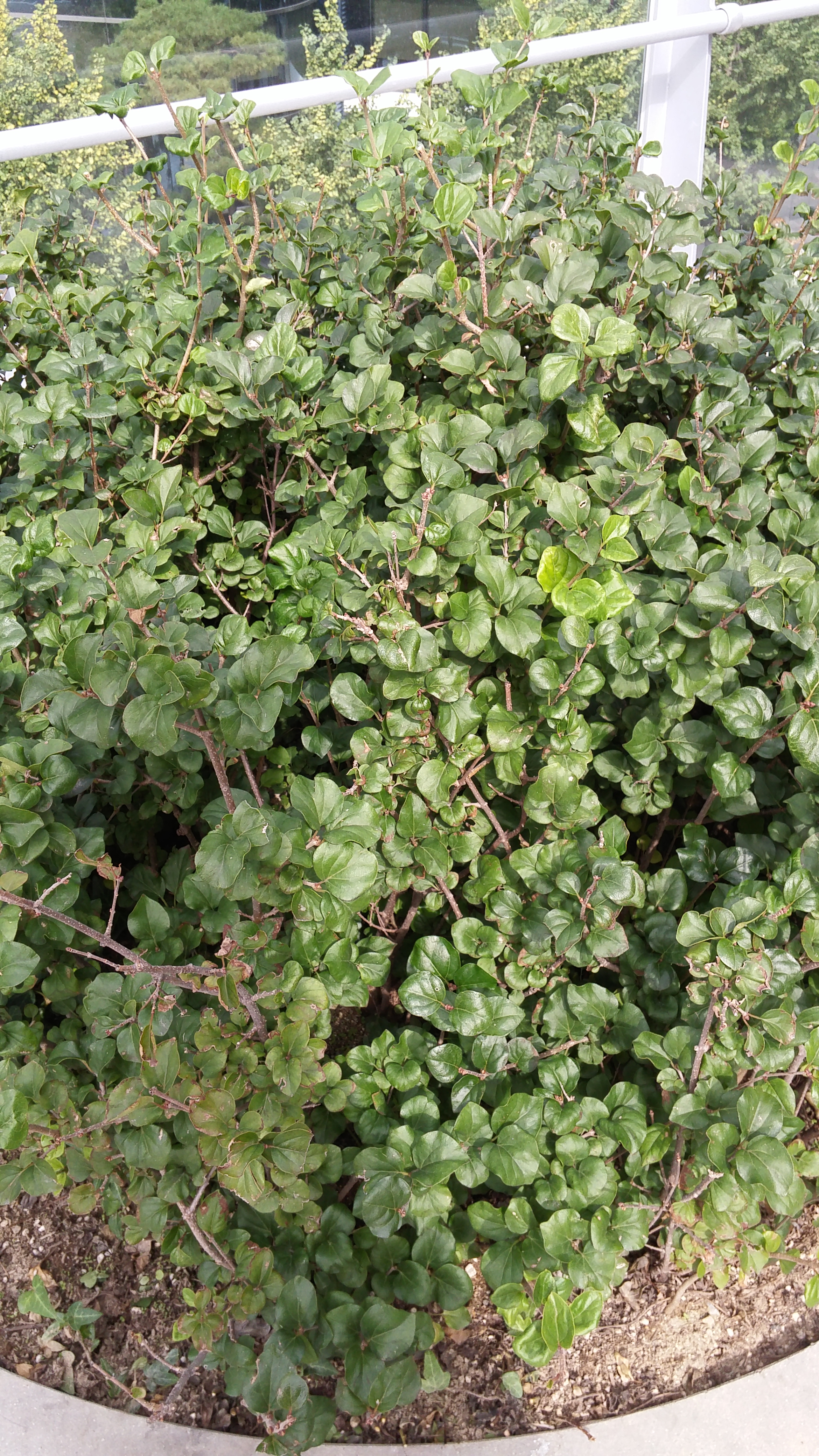
서울로 7017의 식물
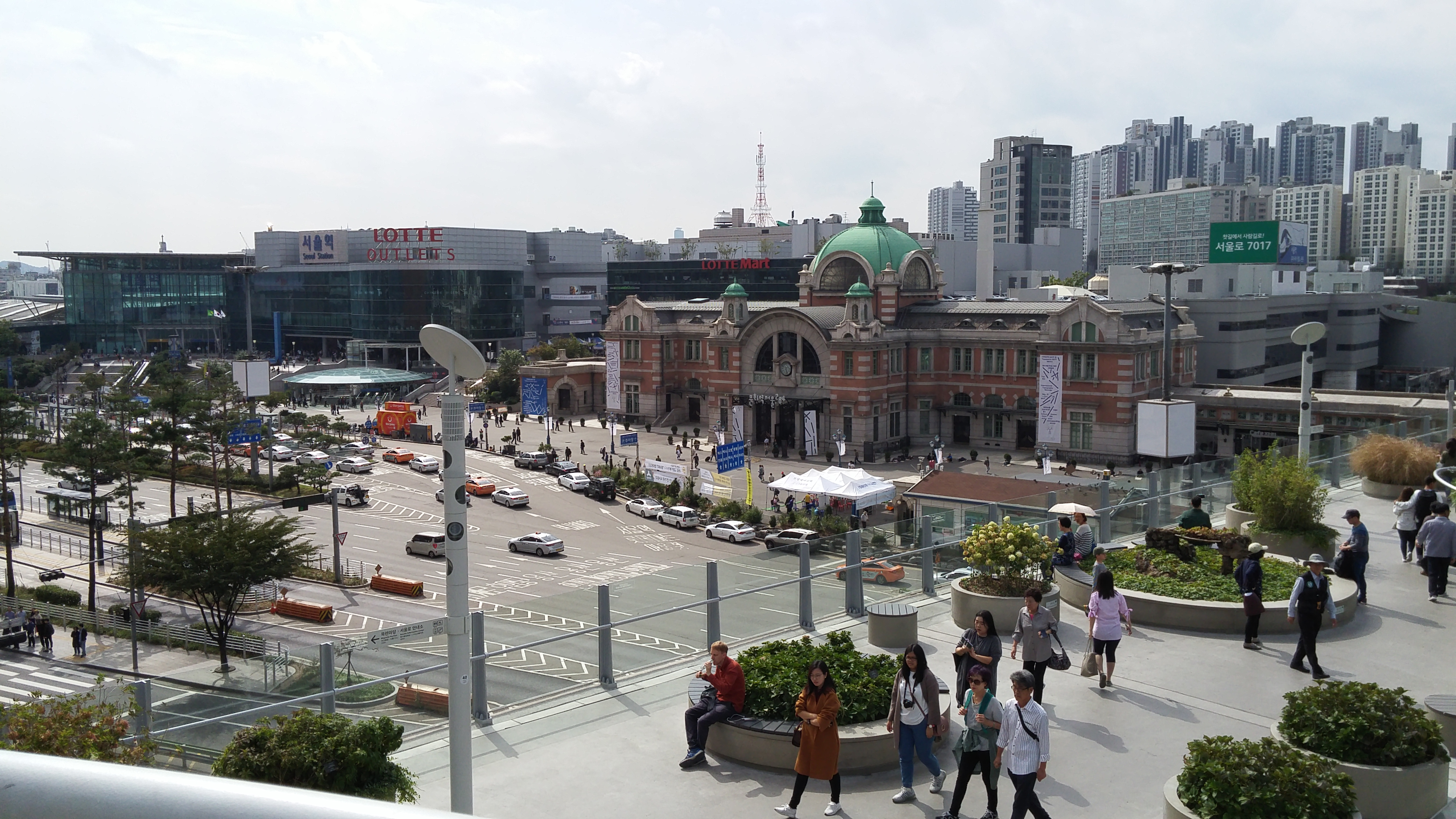
위에서 본 서울로 7017
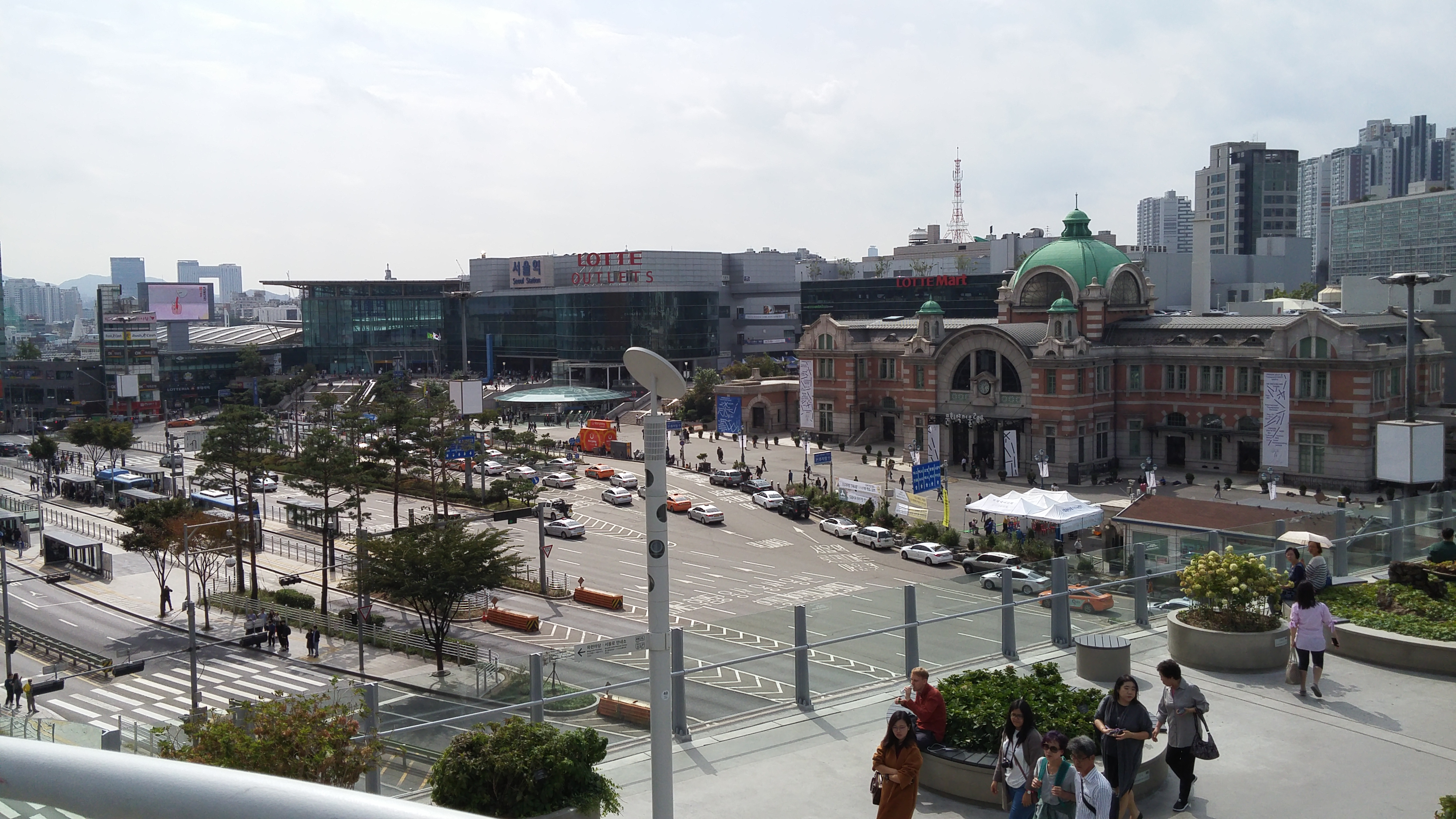
위에서 본 서울로 7017
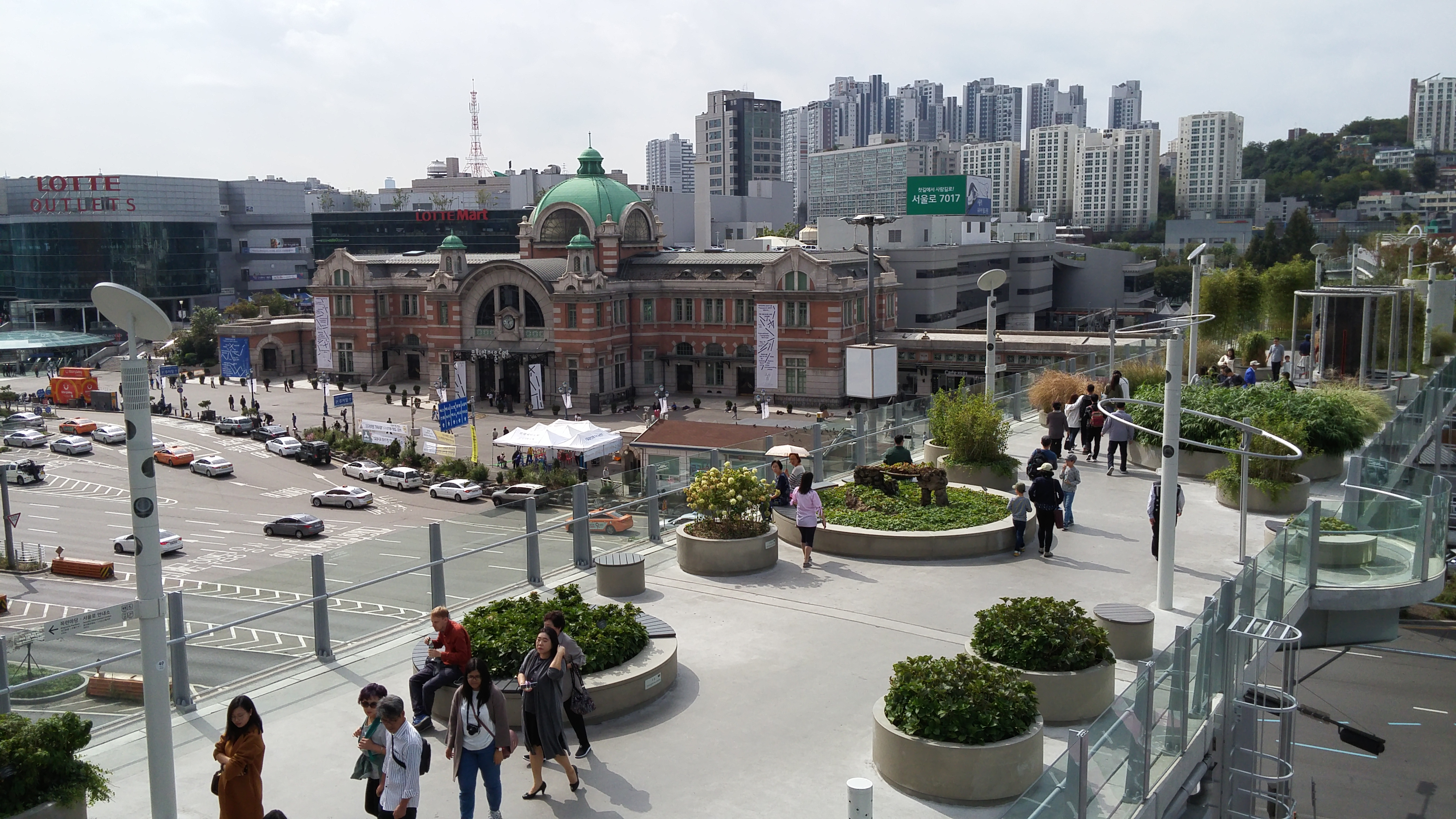
위에서 본 서울로 7017
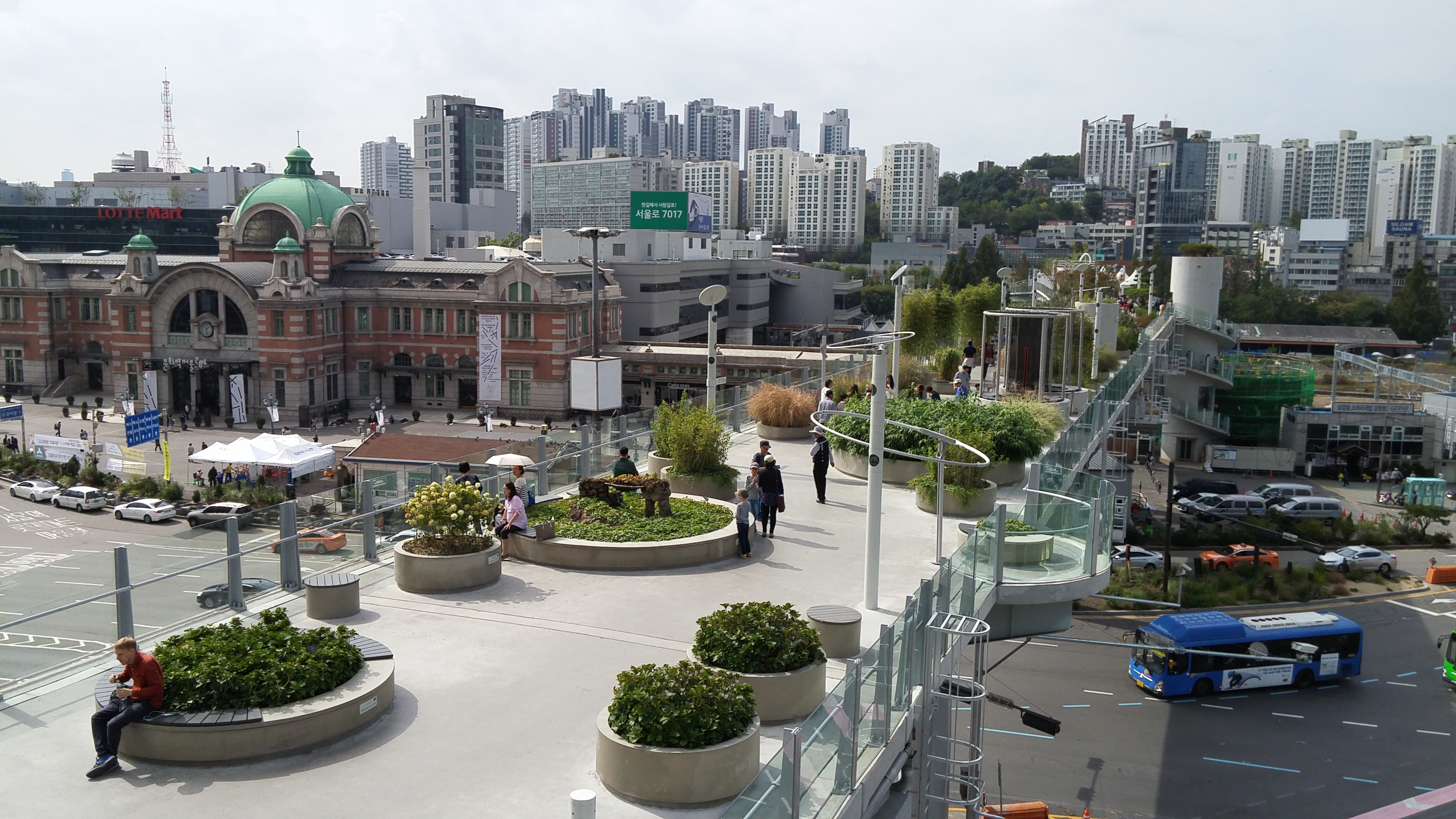
위에서 본 서울로 7017

## 같이 보기
- 하이 라인